# Oardasaurus
Oardasaurus (betekent 'Oarda de Jos hagedis') is een geslacht van uitgestorven hagedissen uit het Laat-Krijt van Roemenië. Het is een lid van de Barbatteiidae, een groep hagedissen die nauw verwant is aan de Teiidae. Met een lengte van twintig centimeter was het veel kleiner dan het enige andere benoemde lid  van de Barbatteiidae, Barbatteius, dat iets later leefde. Net als Barbatteius kan Oardasaurus worden geïdentificeerd door de aanwezigheid van een bedekking van botafzettingen of osteodermen op het schedeldak; het verschilt van Barbatteius in het patroon van de reliëfs op deze korst. Zowel Oardasaurus als Barbatteius leefden in het geïsoleerde eilandecosysteem van het eiland Hațeg, nadat ze zich na hun aankomst op het eiland tijdens het Vroeg-Krijt snel hadden gediversifieerd in verschillende generalistische roofdieren van kleine prooien. Ze stierven uit tijdens de catastrofe van het Krijt-Paleogeen.

## Ontdekking en naamgeving
Fossiele overblijfselen van Oardasaurus werden gevonden op de vindplaats van Oarda de Jos A (ODA), die is gelegen nabij het dorp Oarda de Jos in het zuiden van Transsylvanië, Roemenië, drie kilometer ten zuiden van Alba Iulia aan de oostelijke oever van de Sebeș rivier. De vindplaats bestaat uit continentale afzettingen uit het Krijt, behorend tot de Șardformatie uit het Vroeg-Maastrichtien, blootgesteld als een helling van vijftig meter lang en zeventien tot negentien meter hoog. Grijszwarte slibklei vormt een groot deel van de afzettingen. Van 2008 tot 2015 werd ongeveer 2,8 ton sediment op de locatie gezeefd; de overblijfselen van Oardasaurus behoorden tot de gevonden exemplaren.
Het type-exemplaar of holotype van Oardasaurus, een onvolledig wandbeen, wordt bewaard in het paleontologisch laboratorium van het paleontologisch stratigrafiemuseum van de Babeş-Bolyai-universiteit (PSMUBB) in Cluj-Napoca, Roemenië, onder het exemplaarnummer PSMUBB.ODAN-A-12. Andere exemplaren, allemaal opgeslagen bij de PSMUBB, omvatten de specimina PSMUBB.ODAN-A-13, een fragment van een wandbeen; PSMUBB.ODAN-A-18, een grotendeels compleet maar samengedrukt postorbitaal bot; PSMUBB.ODAN-A-15 (ook bekend als ODAN-Lizard 4), -16, -17 en -23, alle gefuseerde gepaarde voorhoofdsbeenderen; PSMUBB.ODAN-A-19 (of ODAN-Amf-8), -20 en -21, allemaal onvolledige maxillae. De voorhoofdsbeenderen behoren tot drie verschillende grootteklassen, waarbij -15 de grootste is, -16 en -17 tussenliggend en -23 het kleinst.
In 2017 werd Oardasaurus benoemd als een nieuw geslacht door Vlad Codrea, Márton Venczel en Alexandru Solomon. Ze noemden het geslacht naar het dorp Oarda de Jos, gecombineerd met het achtervoegsel -saurus, wat 'hagedis' betekent. De soort Oardasaurus glyphis werd aan dit geslacht toegewezen door Codrea en collega's. Glyphis is afgeleid van het Griekse glyphe, wat 'snede' betekent, een verwijzing naar het reliëf van de schedel. Voor hun studie gebruikten Codrea en collega's een scanning-elektronenmicroscoop aan het Koninklijk Belgisch Instituut voor Natuurwetenschappen in Brussel, België om het pariëtale, frontale en maxilla te fotograferen.

## Beschrijving
Oardasaurus is een kleine hagedis van ongeveer twintig centimeter lang. Het is kleiner dan zijn naaste verwant Barbatteius, die tot tachtig centimeter lang is. Net als de teiiden Meyasaurus en Pedrerasaurus zijn de tanden van Oardasaurus heterodont (dat wil zeggen met verschillende typen), maar zijn ze consistent bicuspide (dat wil zeggen met twee knobbels), waarbij de achterste knobbel groter is. Waarschijnlijk werden de tanden vervangen. In tegenstelling tot de huidige Teiidae, zijn er geen plettende tanden in de achterkant van de kaak. 
Onder hagedissen is Oardasaurus uniek door een unieke combinatie van op zich niet unieke kenmerken. De slaapspieren ontspringen aan de bovenzijde van de neergaande flanken van het wandbeen en de takken naar het bovenste slaapvenster. Het bovenste slapvenster wordt niet bedekt door of het postorbitale of het postfrontale. Een uitgebreide ornamentering van osteodermen bedekt en is sterk versmolten met het wandbeen en het voorste deel van de takken naar de bovenste slaapvensters.
Een kenmerk van de familie Barbatteiidae, waartoe Oardasaurus en Barbatteius behoren, is de aanwezigheid van een uitgebreide korst van osteodermen, gescheiden door diepe groeven, op de botten van het schedeldak (inclusief het pariëtale, postorbitalen en frontalen, waarbij de laatste een iets andere configuratie hadden). Deze osteodermen behouden de afdrukken (gezamenlijk bekend als de pileus) van de schubben die erop lagen. Bij moderne Teiidae varieert de rangschikking van de pileus (die direct op het schedeldak aanwezig is vanwege een afwezige of beperkte osteodermkorst) tussen soorten, terwijl deze bij moderne Lacertidae redelijk constant is. Bij Oardasaurus is de occipitale (achterste) schub van de pileus onderverdeeld in drie kleinere osteodermen, in tegenstelling tot Barbatteius, Meyasaurus en de lacertide Plesiolacerta waar een dergelijke verdeling niet bestaat. De variabele verdeling bij Barbetteiidae kan een overgangsfase zijn tussen teiiden en lacertiden.
Bij Oardasaurus zijn de voorhoofdsbeenderen volledig versmolten en is de beennaad tussen het voorhoofdsbeen en het wandbeen vlak recht met een gekartelde rand. Ze zijn ook gefuseerd bij Barbatteius en volwassen exemplaren van Meyasaurus, maar ze blijven ongefuseerd bij Pedrerasaurus en jonge Meyasaurus. Bovendien is de rand waar elk voorhoofdsbeen grenst aan de oogkas duidelijk holvormig bij Oardasaurus. Op het onderste deel van de achterkant van elk voorhoofdsbeen bevindt zich een kleine driehoekige verlaging, net achter de kam die bekend staat als de crista cranii frontalis. Deze verlagingen zijn waarschijnlijk waar 'lappets', beenlappen, van de pariëtalia zijn ingevoegd, net als bij Barabetteius en Meyasaurus.

## Fylogenie
Ondanks de verschillende rangschikkingen van hun pileus-afdrukken en de grote afstand in lichaamsgrootte die ze scheidt, delen de schedeldaken van Oardasaurus en Barbatteius nog steeds de aanwezigheid van een osteoderm dat bedekt is met pileus-afdrukken, met een gedifferentieerd patroon op de frontalia; de oorsprong van de temporale spieren bevindt zich op het bovenste gedeelte van de pariëtalen (vergelijkbaar met andere teiioïden maar in tegenstelling tot lacertoïden); en de onbedekte bovenste temporale fenestrae. Meyasaurus deelt ook de eerste twee eigenschappen.
Codrea en collega's hebben Oardasaurus en Barbatteius aldus toegewezen aan de nieuwe familie Barbatteiidae. Ze verwezen ook enkele onbepaalde overblijfselen van de onderkaak - de pre-articulaire en articulaire botten PSMUBB.ODAN-A-22, evenals het dentarium PSMUBB.ODAN-A-24 - naar deze familie. De familie wordt gediagnosticeerd door de bovenstaande kenmerken, evenals de aanwezigheid van lappets van de pariëtalia (gedeeld door teiioiden en lacertiden), de vernauwing van de frontalen tussen de oogkassen, de verwijding van de squamosale botten aan de achterkant; en de afwezigheid van een prearticulaire kam evenals de aanwezigheid van een pterygoïde uitsteeksel op het prearticulaire bot van de onderkaak. Het is onduidelijk hoe nauw verwant barbatteiiden zijn aan Meyasaurus, vanwege een gebrek aan vergelijkbare botten buiten de schedel.
Een eerder door Venczel en Codrea uitgevoerde fylogenetische analyse om de beschrijving van Barbatteius te begeleiden, toonde aan dat Barbatteius samen met de andere barbatteiiden lid zijn van de Teiioidea. Deze plaatsing is gebaseerd op de fusie van de voorhoofdsbeenderen en de opname van het proöticum in de recessus scalae tympani, een structuur van het binnenoor. Ze ontdekten ook dat een aantal kenmerken werden gedeeld door Barbatteiidae en Teiidae, waaronder de overlap van het squamosale door het postorbitale; de oorsprong van de slaapspieren op het bovenste gedeelte van de wandbeenderen, die wordt overlapt door het contact tussen de wandbeenderen en de ectopterygoïde botten; en het zwak ontwikkelde beenplateau aan de binnenkant van de tandenrij. De fylogenetische stamboom wordt hieronder weergegeven.
|  | Takydromus |
|  |            |
|  | Lacerta    |
|  |            |

|  | Pholidobolus |
|  |              |
|  | Colobosaura  |
|  |              |

|               | Meyasaurus  |
|               |             |
| Barbatteiidae | Barbatteius |
|               | Barbatteius |

|  | Teius        |
|  |              |
|  | Aspidoscelis |
|  |              |

|  | Tupinambis  |
|  |             |
|  | Callopistes |
|  |             |

|  | Teius        |
|  |              |
|  | Aspidoscelis |
|  |              |

|  | Tupinambis  |
|  |             |
|  | Callopistes |
|  |             |

|               | Meyasaurus  |
|               |             |
| Barbatteiidae | Barbatteius |
|               | Barbatteius |

|  | Teius        |
|  |              |
|  | Aspidoscelis |
|  |              |

|  | Tupinambis  |
|  |             |
|  | Callopistes |
|  |             |

|  | Teius        |
|  |              |
|  | Aspidoscelis |
|  |              |

|  | Tupinambis  |
|  |             |
|  | Callopistes |
|  |             |

|  | Pholidobolus |
|  |              |
|  | Colobosaura  |
|  |              |

|               | Meyasaurus  |
|               |             |
| Barbatteiidae | Barbatteius |
|               | Barbatteius |

|  | Teius        |
|  |              |
|  | Aspidoscelis |
|  |              |

|  | Tupinambis  |
|  |             |
|  | Callopistes |
|  |             |

|  | Teius        |
|  |              |
|  | Aspidoscelis |
|  |              |

|  | Tupinambis  |
|  |             |
|  | Callopistes |
|  |             |

|               | Meyasaurus  |
|               |             |
| Barbatteiidae | Barbatteius |
|               | Barbatteius |

|  | Teius        |
|  |              |
|  | Aspidoscelis |
|  |              |

|  | Tupinambis  |
|  |             |
|  | Callopistes |
|  |             |

|  | Teius        |
|  |              |
|  | Aspidoscelis |
|  |              |

|  | Tupinambis  |
|  |             |
|  | Callopistes |
|  |             |

|  | Takydromus |
|  |            |
|  | Lacerta    |
|  |            |

|  | Pholidobolus |
|  |              |
|  | Colobosaura  |
|  |              |

|               | Meyasaurus  |
|               |             |
| Barbatteiidae | Barbatteius |
|               | Barbatteius |

|  | Teius        |
|  |              |
|  | Aspidoscelis |
|  |              |

|  | Tupinambis  |
|  |             |
|  | Callopistes |
|  |             |

|  | Teius        |
|  |              |
|  | Aspidoscelis |
|  |              |

|  | Tupinambis  |
|  |             |
|  | Callopistes |
|  |             |

|               | Meyasaurus  |
|               |             |
| Barbatteiidae | Barbatteius |
|               | Barbatteius |

|  | Teius        |
|  |              |
|  | Aspidoscelis |
|  |              |

|  | Tupinambis  |
|  |             |
|  | Callopistes |
|  |             |

|  | Teius        |
|  |              |
|  | Aspidoscelis |
|  |              |

|  | Tupinambis  |
|  |             |
|  | Callopistes |
|  |             |

|  | Pholidobolus |
|  |              |
|  | Colobosaura  |
|  |              |

|               | Meyasaurus  |
|               |             |
| Barbatteiidae | Barbatteius |
|               | Barbatteius |

|  | Teius        |
|  |              |
|  | Aspidoscelis |
|  |              |

|  | Tupinambis  |
|  |             |
|  | Callopistes |
|  |             |

|  | Teius        |
|  |              |
|  | Aspidoscelis |
|  |              |

|  | Tupinambis  |
|  |             |
|  | Callopistes |
|  |             |

|               | Meyasaurus  |
|               |             |
| Barbatteiidae | Barbatteius |
|               | Barbatteius |

|  | Teius        |
|  |              |
|  | Aspidoscelis |
|  |              |

|  | Tupinambis  |
|  |             |
|  | Callopistes |
|  |             |

|  | Teius        |
|  |              |
|  | Aspidoscelis |
|  |              |

|  | Tupinambis  |
|  |             |
|  | Callopistes |
|  |             |

Hoewel de Polyglyphanodontia (die ook op de Transsylvanische landmassa leefde) oppervlakkig vergelijkbaar waren met barbatteiïden en andere teiioïden, hadden ze waarschijnlijk geen nauwe verwantschap, maar vertegenwoordigden ze een onafhankelijke evolutionaire spreiding van meer gespecialiseerde Toxicofera dicht bij de leguanen.

## Paleobiologie
De afwezigheid van vergrote, gespecialiseerde plettende tanden in de kaken van Oardasaurus en andere barbateiïden suggereert dat ze zich voedden met een gevarieerd dieet van geleedpotigen (zoals insecten, miljoenpoten en spinnen), kleine gewervelde dieren (vissen, amfibieën, schildpadden, kleinere hagedissen , en misschien multituberculate zoogdieren), en planten. Een dentarium dat naar Barbatteius wordt verwezen, draagt een groef, waarschijnlijk geproduceerd door plantenwortels.

## Paleo-ecologie
Hoewel barbatteïden tijdelijk en geografisch beperkt waren tot het Maastrichtien van Transsylvanië, zijn ze waarschijnlijk eerder ontstaan, gebaseerd op de aanwezigheid van Meyasaurus in het Vroeg-Krijt van Spanje. Het is waarschijnlijk dat ze afkomstig zijn van voorouderlijke teiioïden in Gondwana, die de regio Transsylvanië bereikten - toen deel van een geïsoleerde landmassa van ongeveer tachtigduizend vierkante kilometer in oppervlakte en tweehonderd tot driehonderd kilometer van ander land gescheiden oceaan in alle richtingen - door de Middellandse Zee over te steken vanuit Afrika of het vasteland van Europa in het Vroeg-Krijt. Toen ze eenmaal het geïsoleerde ecosysteem van deze landmassa bereikten, bekend als het Hațeg Island, ondergingen ze een adaptieve spreiding. Er zijn geen gegevens van barbatteïde hagedissen bekend uit de afzettingen van het Paleogeen van Europa, wat aangeeft dat ze waarschijnlijk verdwenen tijdens het uitsterven van het Krijt-Paleogeen.
Het ecosysteem van het Hațeg-eiland lag verder naar het zuiden dan de huidige breedtegraad van vijfenveertig graden noorderbreedte in het Laat-Krijt, op zevenentwintig graden noorderbreedte. Het klimaat op het Hațeg Island was waarschijnlijk subtropisch maar droog, met een jaarlijkse neerslag van minder dan duizend millimeter; de neerslag was waarschijnlijk ook seizoensgebonden, met duidelijke natte en droge seizoenen. De gemiddelde maximale dagtemperatuur was ongeveer vijfentwintig graden Celsius. Oardasaurus leefde rond een systeem van vervloeiende rivieren met daarin gelokaliseerde poelen, omgeven door bossen met angiospermen zoals Mastixia (bekend van fruit) evenals coniferen zoals Telephragmoxylon (bekend van boomstammen).
Bij Oarda de Jos A zijn krokodillenresten die toebehoren aan Allodaposuchus zeer talrijk; het gebied zat er waarschijnlijk vol mee. Andere krokodilachtigen, zoals Doratodon en Acynodon, waren in kleinere aantallen aanwezig. Veel botten die in het gebied zijn gevonden, vertonen bijtwonden, die waarschijnlijk ook weer krokodilachtigen hebben toegebracht. Er zijn ook dinosauriërs gevonden, waaronder de ornithopoden Telmatosaurus en Zalmoxes; titanosaurische sauropoden; onbepaalde dromaeosauride theropoden en enantiornithe vogels (inclusief eieren), geïnterpreteerd als een broedkolonie. Zeldzame overblijfselen van pterosauriërs vertegenwoordigen waarschijnlijk geen inheemse fauna.
Schildpadden bij Oarda de Jos A worden vertegenwoordigd door Kallokibotion evenals een mogelijk onbepaald lid van de Dortokidae; het laatste zou aquatische omgevingen hebben geprefereerd. Onbepaalde kikkers en leden van de Albanerpetontidae zijn ook gevonden. Het kogaionide multituberculate zoogdier Barbatodon is bekend van Oarda de Jos A. Visresten zijn er in overvloed, maar niet erg divers, en lijken alleen te behoren tot snoeken en characiden. Ten slotte zijn ook ongewervelde dieren bekend, waaronder buikpotigen en klauwen van krabben. Het is niet duidelijk of de krabben inheemse zoetwaterkrabben waren of uit zee zijn vervoerd.